# Ain't That a Shame
Ain't That a Shame is een nummer geschreven door Fats Domino en Dave Bartholomew. De eerste opname kwam op naam van Fats Domino als "Ain't It a Shame" en werd in 1955 uitgebracht door Imperial Records. Als componist gebruikte Fats zijn voornaam Antoine. Het nummer bereikte nummer 1 in de Billboard R&B-hitlijst en nummer 10 in de pop-hitlijst. Het nummer staat op nummer 438 [4] op de lijst van 500 Greatest Songs of All Time van het tijdschrift Rolling Stone. Het was het eerste nummer van Fats Domino dat de op 12 november 1955 gestartte Billboard Top 100 bereikte.
"Ain't It a Shame" werd opgenomen op het debuutalbum van Fats Domino Rock and Rollin' with Fats Domino uit 1956 en vervolgens op het compilatie-album Fats Domino Swings uit 1958, dat 12 miljoen keer verkocht werd. In 1963 werd de opname overgedubd met een vocaal refrein voor het album Let's Dance with Domino. In 1983 nam Fats Domino het nummer opnieuw op; deze opname verscheen op zijn laatste album Alive and Kickin' uit 2006, ditmaal onder de titel "Ain't That a Shame 2000".
Het liedje is een eenvoudig verhaal over een gevonden en verloren liefde, begeleid door een bluespiano en een overvloed aan saxofoons van Herbert Hardesty, Samuel Lee en Buddy Hagens, met Walter "Papoose" Nelson op gitaar, Billy Diamond op bas en Cornelius Tenoo Coleman op drums.
Een maand na de release maakte Pat Boone een cover van het nummer. Het werd zijn eerste nummer 1-hit.

## Overige covers
- Cheap Trick nam het nummer in 1979 op en bereikte een 4e plaats op de tipparade van de Nederlandse Top 40
- The Four Seasons (groep) brachten een cover uit in 1963 als single en op hun album The 4 Seasons Sing Ain't That a Shame and 11 Others.
- John Lennon nam het nummer op voor zijn album Rock 'n' Roll uit 1975.
- Paul McCartney bracht het nummer uit op 2 albums: Tripping the Live Fantastic uit 1990 en in 1988 op zijn Russische album CHOBA B CCCP.